# Sa Tuna
Sa Tuna és un nucli de població, barri marítim del municipi de Begur (Baix Empordà) situat a la cala sa Tuna, al sud de la cala d'Aiguafreda i tancat pel sud per la punta des Plom. Antic barri de pescadors, a 5 quilòmetres del centre de Begur, s'hi accedeix per una carretera sinuosa. Actualment és un nucli turístic, amb un bon nombre de xalets pintats de blanc.
La cala sa Tuna és d'aigües tranquil·les i cristal·lines, protegida per la punta des Plom i Cap Sa Sal. La platja té 80 metres de longitud i 25 d'amplada, de sorra gruixuda barrejada amb còdols. Hi varen les barques de pescadors. El camí de ronda permet arribar a la propera cala de s'Eixugador.